# Rebecca Cheptegei
Rebecca Cheptegei (Distrito de Bukwo, Uganda; 22 de febrero de 1991 - Eldoret, Kenia; 5 de septiembre de 2024) fue una atleta ugandesa especialista en la carrera de larga distancia y en campo a través. Era la poseedora del récord nacional en la maratón. Fue asesinada por su novio debido a la disputa por unos terrenos.

## Carrera
Inició su carrera en 2010 en la categoría de menores de 20 años en el Campeonato Mundial de Campo a Través donde terminó en el lugar 15. También compitió en pruebas de medio fondo como los 800 y 1500 metros. Un año después ya competía a nivel sénior, finalizando en segundo lugar en la media maratón de Madrid y en los Juegos Militares en Rio de Janeiro logró el tercer lugar en los 1500 metros como representante de las Fuerzas Armadas de Uganda. En 2014 terminó en tercer lugar en el campeonato africano de campo a través en Kampala. En 2021 ganó la edición inaugural del World Mountain Running Championships en Tailandia.
En 2023 participó en el Campeonato Mundial de Atletismo donde terminó en el lugar 14 en la maratón en Budapest. Con el resultado logró la clasificación a los Juegos Olímpicos de París 2024 donde terminó en el puesto 44 en la maratón femenina.

## Muerte
El 1 de septiembre de 2024 fue atacada por su exnovio en su casa ubicada en el condado de Trans-Nzoia (Kenia) quien la roció con gasolina y le prendió fuego. Las quemaduras cubrieron el 75% de su cuerpo que la dejaron en estado crítico en el hospital. La policía reportó que el agresor, Dickson Ndiema, le vació encima un bidón de cinco litros de gasolina. Ndiema fue hospitalizado luego de que saliera herido en el ataque. Cheptegei murió a causa de las lesiones el 5 de septiembre de 2024 a los 33 años.

## Reconocimientos
En octubre de 2024, la alcaldesa de París Anne Hidalgo anunció un homenaje a Rebecca Cheptegei y la decisión de bautizar una sede deportiva con el nombre de la atleta, en su honor. Según manifestó Hidalgoː París no la olvidará. Le dedicaremos una sede deportiva para que su recuerdo e historia permanezcan entre nosotros y nos ayude a transmitir el mensaje de igualdad, que es el mensaje de los Juegos Olímpicos y Paralímpicos.